# Мшанецкий сельский совет (Зборовский район)
Мшанецкий сельский совет (укр. Мшанецька сільська рада) — входит в состав
Зборовского района
Тернопольской области
Украины.
Административный центр сельского совета находится в 
с. Мшанец.

## История
- 1939 — дата образования.

## Населённые пункты совета
- с. Мшанец
- с. Детковцы
- с. Хомовка